# サイエンスボックス
『サイエンスボックス』は、1992年4月6日から1993年3月19日までNHK教育テレビジョンで放送されていた中学生・高校生向けの学校放送（教科：理科）である。

## 放送時間
| 期間                         | 放送時間                      |
| ---------------------------- | ----------------------------- |
| 1992年4月6日 - 1993年3月19日 | 月曜日 - 金曜日 12:55 - 13:00 |